# Friederike Wilhelmine von Ostfriesland
Friederike Wilhelmine von Ostfriesland (* 4. Oktober 1695 in Aurich; † 29. Juli 1750 ebenda) war eine ostfriesische Grafentochter aus dem Haus Cirksena. Nach dem Tod ihres Neffen Carl Edzard versuchte sie vergeblich, die Erbfolge in der Grafschaft Ostfriesland anzutreten.

## Leben
Friederike Wilhelmine war eine Tochter des Fürsten Christian Eberhard Cirksena von Ostfriesland und der Eberhardine Sophie von Oettingen-Oettingen. Sie hatte neun Geschwister, von denen drei Prinzen und vier Prinzessinnen Vater und Mutter überlebten.
Friederike Wilhelmine wuchs am Hofe ihrer Tante, der Fürstin von Nassau-Idstein, auf. Am 15. Oktober 1729 wurde sie Kanonissin in Herford. Bei ihrer Investitur war sie persönlich anwesend, lebte danach aber offenbar die meiste Zeit am Hofe in Aurich. Nach dem Tod von Carl Edzard, ihrem Neffen und letzten Fürsten von Ostfriesland, versuchte sie mit Nachdruck, die Erbfolge im Fürstentum Ostfriesland für sich und ihre Schwester Marie Charlotte, Gräfin von Criechingen, geborene Fürstin von Ostfriesland, in Anspruch zu nehmen. Unterstützt wurde sie dabei von den Regierungs- und Konsistorialräten Heinrich Sigismund Bacmeister (1695–1772) und Matthias von Wicht (1694–1779). Die bei den Ständen federführende Stadt Emden lehnte Friederikes Erbansprüche noch Juni 1744 ab. Gleichzeitig machte König Friedrich II. von Preußen sein Nachfolgerecht geltend, das in der Emder Konvention geregelt war. Er ließ Ostfriesland, von Emden ausgehend, ohne Widerstand besetzen, worauf das Land am 23. Juni der Krone huldigte. Er ließ die beiden Regierungs- und Konsistorialräte, die Friederike unterstützt hatten, zu milder Haft in Greetsiel verurteilen, verpflichtete von Wicht aber 1747 erneut als Regierungs- und Konsistorialrat. Friederike fand sich schließlich mit ihrer Niederlage ab und wohnte bis zu ihrem Tode am  29. Juli 1750 im Auricher Schloss.